# Hans Henrich Herforth
Hans Henrich Herforth (født 20. marts 1793 i København, død 21. december 1883 sammesteds) var en dansk bogholder, major, politiker og direktør for Københavns Fattigvæsen. 

## Ungdom
Herforth var ældste søn af isenkræmmer Ludvig Nicolaj Herforth og Christence f. Bredahl. Han tilhørte en økonomisk velstillet familie, hvoraf flere medlemmer på den ene eller anden måde var beskæftiget med oversøisk handel. Hans farfar var kontrollør ved Det Kgl. Tobaks Hovedmagasin og havde ægtet en datter af kaptajn Hans Bredahl, som var blandt Københavns største tobaksspindere, hans onkel Hans Jørgen Meyer var direktør for Det Østersøiske-Guineiske Handelsselskab, mens hans farbror Mathias Herforth var bogholder for St. Croix Sukkerraffinaderi. Denne sidstnævnte stilling og bolig i Amaliegade, som lå i forlængelse af sukkerfabrikken, overtog Herforth som ganske ung, mens han sideløbende gjorde karriere i det borgerlige artilleri, hvor han blev udnævnt kaptajn og siden major. Firmaet gik imidlertid konkurs i begyndelsen af 1830'erne, hvorefter Herforth blev tilknyttet forskellige handelsvirksomheder.

## Borgerrepræsentanten
Herforth kokketerede med datidens frisindede opposition. Han var medstifter af Læseforeningen i 1835, kasserer og fra 1840 medlem af repræsentantskabet i Selskabet for Trykkefrihedens rette Brug. I 1838 blev han valgt som stænderdeputeret for Øststifterne og indvalgtes ved forsamlingerne i Roskilde i mange og vigtige udvalg, bl.a. en komite bestående af Peter Adolph Tutein, Frederik Treschow, Christian Cornelius Lerche og Peter Georg Bang, som på foranledning af Tage Algreen-Ussing skulle vurdere landets finansvæsen. I 1840 blev han tillige valgt som Borgerrepræsentant i København, men tabte året efter valget om rådmandsposten til C.N. David, hvis avis Fædrelandet imidlertid var fulde af opmuntrende ord til taberen: 
Flere af os have været Vidner til den utrættelige iver, hvormed Captain Herforth som borgerrepræsentant har røgtet sit Kald, til den sjeldne Omhyggelighed, hvormed han ikke blot har sat sig ind i enhver Sag, der kommer under Forhandling, men tillige fra de forskjelligste Sider, ofte meget møisommeligen, har tilveiebragt mangfoldige nyttige Oplysninger, til den Ufortrødenhed, hvormed han navnligen i alle økonomiske Sager har virket for Communens, for Skatteydernes Tarv.
Herforth havde sæde i Borgerrepræsentationen indtil 1846 og deltog i denne periode fortsat i stænderforsamlingerne. Han huskes måske i dag især for sine markante udtalelser og modvilje mod at tilføre danske statskroner til De Vestindiske Øer med henblik på slavernes emancipation. Med sin tildeles negative erfaring inden for handel med kolonierne mente han slet ikke, at øerne var rentable og foreslog endda at skille sig af med dem: "Jeg vilde foretrække i stedet for at opofre en saa stor Sum, at man abandonnerede Øerne, solgte dem, hvis Nogen vilde kjøbe dem, eller i alt Fald gav dem bort.”

## Fattigdirektøren
I 1841 fik Herforth sæde i Fattigvæsenets direktion, og indtrådte i 1843 som øverste direktør. I denne stilling blev han bl.a. administrator for Almindelig Hospital i Amaliegade, hvor administrationen også havde sæde. Hospitalet var under hans tid i en temmelig horribel forfatning, der imidlertid ikke var datidens hospitalsvæsen fremmede, men Herforth var ikke i stand til at udvikle stedet i den rigtige retning: 
Hans dygtighed som Administrator var hævet over Tvivl, men han var en fuldblods Repræsentant for Fattigvæsenets gammeldags Barskhed og en Modstander af alt nyt. Han maatte derfor ogsaa i sin lange Embedstid døje mange Angreb i den liberale Presse, og da han havde den særlige Ledelse af Almindelig Hospital, kunde han jo ikke frikendes for Ansvar for de Tilstande derinde, som efterhaanden kom til Offentlighedens Kundskab.
Situationen tilspidsedes ved Koleraepidemiens udbrud, hvor Herforth - efter pålydende - ikke gjorde andre foranstaltninger end at bestille 200 ligkister. I løbet af fem uger døde 538 af 1200 patienter, som var stuvet sammen i de kummerlige forhold på hospitalet og derfor særlig udsatte for smitte. 
I 1848 søgte Herforth borgmesterposten i magistratens 3. afdeling, der havde med byens sociale forhold at gøre. Skønt et karriereskifte fra fattigdirektør til socialborgmester kunne synes naturligt, blev Herforth angrebet, særligt af avisen fædrelandet som omtrent 17 år tidligere havde været ham en trofast støtte, men som i løbet af hans tid som fattiginspektør havde indtaget et yderst negativt standpunk over for ham og igennem flere år udsatte ham for en veritabel hetz. 
Vi finde det ganske naturligt, at Major Herforth søger Posten. I sin egen Indbildning er han ikke blot dette Embede voxen, men han anser endog enhver Anden for aldeles uduelig dertil … I circa 15 Aar har Major Herforh været Fattigdirecteur … forgæves vil man søge efter hans store Fortjenester, der kun findes i hans egne store Ord … I sin Opførsel er han en Despot, som er tilbøjelig til strax at overfuse Enhver, der er saa uheldig at have en fra hans afvigende Mening …
Herforth fik ikke borgmesterposter og trak sig siden fra direktørposten i Fattigvæsenet. I sin høje alder levede han af sine midler og boede til sin død i den gamle bolig i Amaliegade, nær Garnisons Kirke hvor han blev udnævnt kirkeværge. Han var Ridder af Dannebrog. 

## Eftermæle
Kaptain Herforth og de 200 ligkister blev det negative billede i offentligheden, som Herforth i mange år måtte lide under. Vilhelm Bergsøe skrev særdeles nedsættende om ham i Fra Piazza del Popolo og Krigen og Choleraen, og selv Søren Kierkegaard inddrog på underfundig og spottende vis Fattig-Directeuren i hans Indøvelse i Christendom allerede et par år før krisen. Almindelig Hospitals overlæge under koleraepedemien Sophus Engelsted forsvarede imidlertid til en vis grænse Herforth i sine erindringer:
Denne dom er ubillig og uretfærdig. Herforth var en meget samvittighedsfuld mand, men han havde den for mennesker med overfladisk dannelse og med begrænsede kundskaber almindelige svaghed, at han ikke forstod betydningen af enkelthederne i forekommende spørgsmaal og i sin administration ikke kunde skelne vigtigt fra uvigtigt, smaat og stort, saavelsom mellem nyttig eller forstyrrende indblanden eller indgriben … Under hele epidemien mødte han daglig i hospitalet og tumlede med inspektøren, kontoristerne, køkkenfolkene, portørene og lægerne. Ved hans ufortrødenhed opnaaedes saa god orden og renlighed, som det var muligt at tilvejebringe, saaledes som forholdene var.

## Familie
Herforth giftede sig i 1817 med Louise Emilie Augusta f. Hjelm, datter af hofperlestikker Christian Hjelm. Parret fik fem sønner, deriblandt overretsprokurator Christian Herforth.
Han døde d. 21. december 1883 på Amaliegade 6, København